# The Evidence
The Evidence fue una serie norteamericana que debutó el 22 de marzo de 2006. Es un drama policial producido por John Wells que fue protagonizado por Rob Estes y Orlando Jones.

## Sinopsis
The Evidence gira en torno a los detectives Sean Cole (interpretado por Rob Estes) y Cayman Bishop (Orlando Jones), dos mejores amigos y antiguos compañeros de trabajo que laboran en el departamento de policía de San Francisco. La evidencia crucial para la resolución del misterio se presenta al inicio del programa a los televidentes y es trabajo de los detectives encontrarla y resolver dicho misterio.
Así, los detectives Bishop y Cole con la ayuda científica del Dr. Sol Goldman, encuentran la evidencia presentada al inicio y se dan cuenta de que el crimen, como la misma evidencia; nunca es lo que aparenta.
Creado y producido ejecutivamente por Sam Baum y Dustin Thomason, The Evidence es una producción John Wells en asociación con  Warner Bros Television.
El primer episodio de la serie salió el miércoles 22 de marzo a las 10 de la noche en la cadena norteamericana ABC. Siguió en este horario por cuatro semanas, pero dados a los malos resultados en la audiencia, no fue renovada para el otoño. Los episodios restantes fueron transmitidos los sábados a las 10 de la noche (horario del este) en ABC durante junio y julio del 2006.

## Reparto
- Orlando Jones - Detective Cayman Bishop
- Rob Estes - Detective Sean Cole
- Martin Landau - Dr. Sol Goldman
- Anita Briem - Emily Stevens

## Episodes
| # episodio | Nombre                  | Fecha de transmisión |
| ---------- | ----------------------- | -------------------- |
| 1          | Pilot                   | 22 de marzo de 2006  |
| 2          | Down For The Count      | 29 de marzo de 2006  |
| 3          | Borrowed Time           | 5 de abril de 2006   |
| 4          | Five Little Indians     | 12 de abril de 2006  |
| 5          | Yi vs. Li               | 10 de junio de 2006  |
| 6          | Wine And Die            | 17 de junio de 2006  |
| 7          | Stringers               | 24 de junio de 2006  |
| 8          | And The Envelope Please | 1 de julio de 2006   |